# 仙台放送プライムニュース
『仙台放送プライムニュース』（せんだいほうそうプライムニュース）は、仙台放送で2018年4月2日から2019年3月31日まで宮城県向けに生放送されていたローカル報道番組である。

## 概要
本番組はキー局･フジテレビが『（FNN）みんなのニュース』および『FNN みんなのニュース Weekend』から『プライムニュース イブニング』立ち上げに伴い、仙台放送も『FNN仙台放送みんなのニュース（Weekend）』の後継番組として開始。
番組内容とキャスター陣は前番組『FNN仙台放送みんなのニュース』から継承されているため、本番組は『FNN仙台放送みんなのニュース』のリニューアル番組にもあたる。
2018年10月1日からは2分間の直前ミニ番組『プライムニュースきょうのみどころ』（月 - 金曜 16:48 - 16:50）が放送されていた（ただし、番組編成上は15:50からの再放送枠『イッキ見テレビ!』の内包番組扱い）。
- カラーリング：仙台放送 PRIMEnews

上の段に『仙台放送（局ロゴ）』、中の段に『PRIME』下の段に『news』と表記。

## 出演者

### 平日版
メインキャスター（アンカーウーマン）
- 寺田早輪子（仙台放送アナウンサー）

アシスタントキャスター
- 梅島三環子（仙台放送アナウンサー、月 - 水曜担当）
- 牧広大（仙台放送アナウンサー、木・金曜担当）

フィールドキャスター
- 高橋咲良（仙台放送アナウンサー）

気象キャスター
- 平野貴久（気象予報士）

スポーツキャスター
- 金澤聡（仙台放送アナウンサー）※土曜日の『スポルたん!LIVE』を兼務。

### 週末版
- シフト勤務

### 備考
- キャスター陣全員、前番組『FNN仙台放送みんなのニュース』から続投。

## 放送時間
※何れも日本標準時。
- 平日（月 - 金曜日）16:50 - 19:00
  - 16:50 - 18:14・18:50〜19:00はフジテレビから『プライムニュース イブニング』を同時ネット（ただし、19:00からプロ野球・東北楽天ゴールデンイーグルス戦のナイター中継がある日は、本番組内でも野球中継を放送のため18:50 - 19:00枠を臨時非ネット）
- 週末（土・日曜日）17:30 - 18:00
  - 17:30 - 17:47頃はフジテレビから『FNNプライムニュース イブニング』を同時ネット

## 仙台放送歴代の夕方ニュース
| 期間      | 期間      | 平日                          | 週末                               |
| --------- | --------- | ----------------------------- | ---------------------------------- |
| 1978.10.2 | 1980.3.30 | 仙台放送イブニングニュース    | （放送なし）                       |
| 1980.3.31 | 1984.9.30 | 仙台放送イブニングニュース    | FNNニュースレポート5:30            |
| 1984.10.1 | 1985.3.31 | FNN仙台放送イブニングニュース | FNNニュースレポート5:30            |
| 1985.4.1  | 1988.3.31 | FNN仙台放送イブニングニュース | FNN仙台放送イブニングニュース      |
| 1988.4.1  | 1997.3.30 | FNN仙台放送スーパータイム     | FNN仙台放送スーパータイム          |
| 1997.3.31 | 1998.3.29 | FNN仙台放送ザ・ヒューマン     | FNN仙台放送ザ・ヒューマン          |
| 1998.3.30 | 2001.4.1  | FNN仙台放送スーパーニュース   | FNN仙台放送スーパーニュース        |
| 2001.4.2  | 2015.3.29 | FNN仙台放送スーパーニュース   | FNN仙台放送スーパーニュースWEEKEND |
| 2015.3.30 | 2018.4.1  | FNN仙台放送みんなのニュース   | FNN仙台放送みんなのニュースWeekend |
| 2018.4.2  | 2019.3.31 | 仙台放送プライムニュース      | 仙台放送プライムニュース           |
| 2019.4.1  | 現在      | 仙台放送 Live News イット!    | 仙台放送 Live News イット!         |